# タリアナ語
タリアナ語（タリアナご、Tariana; 自称: タリアセリ (Taliáseri)）とは、ブラジル北西部とコロンビアとの国境部、ウアウペス（またはバウペス）川流域にて話されている言語である。アレクサンドラ・アイヘンヴァルトによる研究が知られている。

## 系統
文献により系統分類のされ方は異なるが、Lewis et al. (2015) や Hammarström (2016) ではバニワ語（Baniwa; 別名: Baniwa do Içana）やクリパコ語と近い分類とされている。

## 言語接触
タリアナ語はブラジル北西部のウアウペス川流域では唯一のアラワク諸語で、他に話されている言語は全てトゥカノ語族東トゥカノ下位語群（英: East Tucano subgroup）に属するものである。タリアナ語はトゥカノ語化が進行しているとされる。Kaufman (1994) は話者の大半がトゥカノ語を話すようになっているとし、タリアナ語をトゥカノ語の下位方言の一つと位置付けている。アイヘンヴァルトは2003年に発表した本言語の文法書において、東トゥカノ諸語との長期にわたる接触の結果生じたトゥカノ語の文法要素の流入を主張している。
更にポルトガル語との言語接触により、若い話者の間では以下の b. のように疑問詞が関係詞として用いられるようになった。

## 音論

### 分節音素
タリアナ語の子音音素は以下の通りである。
|            |            |            | 両唇音 （bilabial） | 舌尖歯音 （apico-dental） | 舌尖歯茎硬口蓋音 （apico-alveo-palatal） | 舌端硬口蓋音 （lamino-palatal） | 舌背軟口蓋音 （dorso-velar） | 声門音 （glottal） |
| ---------- | ---------- | ---------- | ------------------- | ------------------------- | ---------------------------------------- | ------------------------------- | ---------------------------- | ------------------ |
| 閉鎖音     | 無声       | （無気）   | p                   | t                         |                                          |                                 | k                            |                    |
| 閉鎖音     | 無声       | 有気       | ph                  | th                        |                                          |                                 | kh                           |                    |
| 閉鎖音     | 有声       | （無気）   | b                   | d                         |                                          |                                 | (g)                          |                    |
| 閉鎖音     | 有声       | 有気       |                     | dh                        |                                          |                                 |                              |                    |
| 無声摩擦音 | 無声摩擦音 | 無声摩擦音 |                     |                           | s                                        |                                 |                              | h                  |
| 無声破擦音 | 無声破擦音 | 無声破擦音 |                     |                           |                                          | tʃ                              |                              |                    |
| 鼻音       | 鼻音       | （無気）   | m                   | n                         |                                          | ñ                               |                              |                    |
| 鼻音       | 鼻音       | 有気       | mh                  | nh                        |                                          | ñh                              |                              |                    |
| はじき音   | はじき音   | はじき音   |                     |                           | ɾ                                        |                                 |                              |                    |
| 側面音     | 側面音     | 側面音     |                     |                           | l                                        |                                 |                              |                    |
| 半母音     | 半母音     | （無気）   | w                   |                           |                                          | y                               |                              |                    |
| 半母音     | 半母音     | 有気       | wh                  |                           |                                          |                                 |                              |                    |

g はポルトガル語からの借用のみに用いる。
また、母音音素は以下の通りである。
|                   | 前舌 | 前舌 | 前舌 | 中舌 | 中舌 | 中舌 | 後舌 | 後舌 | 後舌 |
| 短                | 鼻   | 長   | 短   | 鼻   | 長   | 短   | 鼻   | 長   |      |
| ----------------- | ---- | ---- | ---- | ---- | ---- | ---- | ---- | ---- | ---- |
| close-high        | i    | ĩ    | iː   | ɨ    |      |      | u    | ũ    | uː   |
| 半狭（mid-close） | e    | ẽ    | eː   | o    | õ    |      |      |      |      |
| 広（open）        |      |      |      |      |      |      | a    | ã    | aː   |

### 超分節音素
長母音には常に強勢が置かれる。

### 音節構造
音節は「（子音）+母音+（子音）」で、一番目の子音には全ての子音音素が入り得るが、二番目の子音には h、y、まれに見られる n が入るのみである。

## 文法

### 形態論
Dryer (2013a) は Aikhenvald (2003) を根拠として、語形変化に接頭辞がかかわる程度と接尾辞がかかわる程度は同じ程度であるとの判断を下している。

#### 動詞

##### 人称の相互照応
他動詞や能動的な自動詞の主語、また所有者を表す接頭辞は相互照応接頭辞（英: cross-referencing prefixes）と呼び、これは他のアラワク諸語の大半と共通した区分けを有する。以下はその一覧である。
|        |        | 単数 | 複数 |
| ------ | ------ | ---- | ---- |
| 一人称 | 一人称 | nu-  | wa-  |
| 二人称 | 二人称 | pi-  | i-   |
| 三人称 | 非女性 | di-  | na-  |
| 三人称 | 女性   | du-  | na-  |
| 非人称 | 非人称 | pa-  | -    |
| 不定   | 不定   | i-   | -    |

##### 時制と証拠性
タリアナ語の特色の一つとして、現在・近過去・遠過去の時制と結びついた証拠性が挙げられる。これは話し手がどのような手段で情報を得たかを区別することであり、視覚的に見て分かること（英: visual）、視覚以外の感覚によって分かること（英: non-visual）、推論によって導き出せること（英: inferred）、人づてに聞いて分かること（英: reported）という基本的に4つのカテゴリが区別される。たとえば、tʃinu niwhã-ka di-na という文は「犬が彼を噛んだ」という意味であるが、この文には〈話し手が出来事を目撃した〉ことが含意されている。更に先述の文の -ka を -mahka に置き換えれば〈彼が犬に噛まれた時にあげた悲鳴を話し手が聞いた〉ことが、-sika に置き換えれば〈話し手が彼の傷跡を見て出来事の存在を推測した〉ことが、-pidaka に置き換えれば〈話し手が出来事を人づてに聞いて知った〉ことがそれぞれ含意される。更に話者によってはトゥカノ語の -a 〈推論の材料が視覚的に分かるものであること〉に対応する -nihka も用い、先の文では -sika と互換性のあるものとなる。時制によって使用可能な証拠性の種類数に差が存在するが、先述の例のように過去時制であれば5種類全てに出現の可能性がある。これは東トゥカノ諸語とも共通する特徴である。肯定節において証拠性がとる形の一覧は以下の通りである。
|                   | 現在  | 近過去  | 遠過去  |
| ----------------- | ----- | ------- | ------- |
| visual            | -naka | -ka     | -na     |
| non-visual        | -mha  | -mahka  | -mhana  |
| inferred generic  | -     | -sika   | -sina   |
| inferred specific | -     | -nihka  | -nhina  |
| reported          | -pida | -pidaka | -pidana |

#### 名詞
名詞は格、性、数、類別詞、時制、extralocality、対照性（英: contrastivity）を表す要素やその他の様々な接辞や接語から成り、最大で15種類の要素に分解可能である場合もある。以下は複雑な構造の例である。
- nu-we-du-ma-pe=yana-pe=tupe=pena=ne=se=misini=nuku

グロス: 1sg-弟または妹-f-clf:f-pl=pej-pl=dim:pl=nom.fut=com=contr=also:part.contr=top.non.a/s
訳: 「私の小さな将来の妹の奴らとも一緒に」

##### 名詞の時制
名詞にも動詞とは別に時制を表す体系が存在する。以下の通りである。
| 無標 | 未来  | 過去                                                                                |
| ---- | ----- | ----------------------------------------------------------------------------------- |
| ø    | -pena | 男性: -miki-ɾi 女性: -miki-ɾu 複数: -miki（ペリキトス方言 (Periquitos): -mikiẽ-se） |

#### 代名詞

##### 独立人称代名詞
#動詞にて示された相互照応接頭辞に強調の不変化詞 -ha を付けることで独立人称代名詞が得られる。一覧は以下の通りである。
|        |        | 単数        | 複数   |
| ------ | ------ | ----------- | ------ |
| 一人称 | 一人称 | nuha        | w(a)ha |
| 二人称 | 二人称 | piha, phia  | iha    |
| 三人称 | 非女性 | diha, dihya | n(a)ha |
| 三人称 | 女性   | duha, duhua | n(a)ha |
| 非人称 | 非人称 | p(a)ha      | -      |

不定の i- に対応する代名詞は存在しない。

### 統語論

#### 語順
語順については Dryer (2013b) で文はSOV型、Dryer (2013c) で 「所有者-被所有者」が優勢、Dryer (2013d) で形容詞と名詞の間に決まった順番はない、Dryer (2013e, f, g) でそれぞれ「指示詞-名詞」、「数詞-名詞」、「名詞-関係節」が優勢とされているが、いずれの判断も Aikhenvald (2003) を根拠としたものである。

## 関連文献
- Aikhenvald, A. Y. (1996). "Multilingual and monolingual placenames in Tariana." International Journal of American Linguistics 44(4):272–290.
- Aikhenvald, Alexandra Y. (2002). Language contact in Amazonia. New York: Oxford University Press.